# Theobald al V-lea de Blois
Theobald al V-lea de Blois (d. 20 ianuarie 1191), cunoscut și sub numele de Theobald cel Bun (în franceză: Thi(e)baut le Bon), a fost conte de Blois de la 1151 până la moarte.
Theobald a fost fiul contelui Theobald al II-lea de Champagne și al Matildei de Carintia. Cu toate că era al doilea fiu al acestui cuplu, Theobald a moștenit comitatul de Blois (inclusiv Chartres), în vreme ce fratele său mai mare, Henric I a obținut mai importantul comitat de Champagne.
Prima sa căsătorie a fost cu Sybille de Chateaurenault, care l-a făcut să devină și senior de Chateaurenault. A doua soție a fost Alix de Franța, fiica regelui Ludovic al VII-lea al Franței cu prima sa regină, Eleanor de Aquitania.
Potrivit surselor medievale evreiești, în anul 1171 Theobald a încurajat procesul soldat cu arderea pe rug a 30 sau 31 membri ai comunității evreiești din Europa .
Theobald a locuit inițial la Chartres și a renovat zidurile orașului. După ce s-a raliat fratelui său Henric I de Champagne și altor nobili în opoziția acestora față de noul rege al Franței Filip al II-lea August, Theobald s-a împăcat cu regele și i s-a alăturat în Cruciada a treia. În vara anului 1190, a ajuns în Țara Sfântă și a murit în 20 ianuarie 1191 în timpul asedierii cetății Acra.

## Urmașii
Theobald și Alix au avut șapte copii:
1. Theobald, decedat de tânăr
2. Filip, decedat de tânăr
3. Henric, decedat de tânăr
4. Ludovic, devenit conte de Blois și duce nominal de Niceea (d. 1205)
5. Alix, stareță a Mănăstirea Fontevrault
6. Margareta, căsătorită cu Gauthier de Avesnes, devenită ulterior contesă de Blois
7. Isabelle (d. 1248), căreia nepotul său Theobald al VI-lea de Blois i-a lăsat comitatul de Chartres (despărțit de cel de Blois) și senioria de Chateaurenault.